# Euxoa excogita
Euxoa excogita là một loài bướm đêm thuộc họ Noctuidae. Nó được tìm thấy ở British Columbia, phía nam đến California. Nó cũng được tìm thấy ở Colorado.
Euxoa excogita trước đây được coi là một phụ loài của Euxoa brunneigera.